# شهرستان مدینسکی
شهرستان مدینسکی (به لاتین: Medynsky District) یک شهرستان در روسیه است که در استان کالوگا واقع شده‌است.